# Johanes Schmidt
Johannes Schmidt (2. ledna 1877 Jægerspris – 21. února 1933 Kodaň) byl dánský zoolog, fyziolog a ředitel biologického oddělení Carlsberské laboratoře pro mořská bádání v Kodani. Významnými se staly výsledky jeho práce v oblasti výzkumu ekologie ryb.
V letech 1904–1922 se významně zasloužil o objev místa tření úhoře říčního. Během plaveb na lodích Thor a Dana, prováděl mimo jiné odlov úhořích larev, přičemž v Sargasovém moři objevil jedince s doposud nestráveným žloutkovým váčkem.